# Redemptionis Sacramentum
Redemptionis Sacramentum en una instrucción preparada por la Congregación para el Culto Divino y la Disciplina de los Sacramentos, en colaboración con la Congregación para la Doctrina de la Fe y describe con detalle cómo debe ser celebrada la Eucaristía para evitar abusos graves por parte de los obispos, sacerdotes, diáconos, Ministros extraordinarios y fieles laicos. 
El documento fue aprobada por el Papa Juan Pablo II el 19 de marzo de 2004 siendo la solemnidad de San José y fue presentado por el Cardenal Francis Arinze Prefecto de la Congregación para el Culto Divino y la Disciplina de los Sacramentos el 23 de abril de 2004.

## División del documento
El documento está dividido en 8 capítulos y una conclusión de la siguiente forma:

### Capítulo I
La ordenación de la sagrada Liturgia
1. El Obispo diocesano, gran sacerdote de su grey
2. La Conferencia de Obispos
3. Los presbíteros
4. Los diáconos

### Capítulo II
La participación de los fieles laicos en la celebración de la Eucaristía
1. Un participación activa y consciente
2. Tareas de los fieles laicos en la celebración de la s. Misa

### Capítulo III
La celebración correcta de la santa Misa
1. La materia de la santísima Eucaristía
2. La Plegaria eucarística
3. Las otras partes de la Misa
4. La unión de varios ritos con la celebración de la Misa

### Capítulo IV
La sagrada Comunión
1. Las disposiciones para recibir la sagrada Comunión
2. La distribución de la sagrada Comunión
3. La Comunión de los sacerdotes
4. La Comunión bajo las dos especies

### Capítulo V
Otros aspectos que se refieren a la Eucaristía
1. El lugar de la celebración de la santa Misa
2. Diversos aspectos relacionados con la santa Misa
3. Los vasos sagrados
4. Las vestiduras litúrgicas y los elementos complementarios.

### Capítulo VI
La reserva de la santa Eucaristía y su culto fuera de la Misa
1. La reserva de la santísima Eucaristía
2. Algunas formas de culto a la s. Eucaristía fuera de la Misa
3. Las procesiones y los congresos eucarísticos

### Capítulo VII
Ministerios extraordinarios de los fieles laicos
1. El ministro extraordinario de la sagrada Comunión
2. La predicación
3. Celebraciones particulares que se realizan en ausencia del sacerdote
4. De aquellos que han sido apartados del estado clerical

### Capítulo VIII
Los remedios
1. Graviora delicta
2. Los actos graves
3. Otros abusos
4. El Obispo diocesano
5. La Sede Apostólica
6. Quejas por abusos en materia litúrgica